# Eleccions regionals de Sardenya de 1984
Les eleccions regionals per a renovar el Consell Regional de Sardenya se celebraren el 24 de juny de 1984. La participació fou del 85,5%.
| ← Eleccions regionals de Sardenya, 1984 →               |         |        |        |
| Partits                                                 | vots    | %      | escons |
| Democràcia Cristiana Italiana (DC)                      | 319.980 | 32,2%  | 27     |
| Partit Comunista Italià (PCI)                           | 285.387 | 28,7%  | 24     |
| Partit Sard d'Acció (PSd'Az)                            | 136.720 | 13,8%  | 12     |
| Partit Socialista Italià (PSI)                          | 100.435 | 10,1%  | 8      |
| Partit Socialista Democràtic Italià (PSDI)              | 43.046  | 4,3%   | 4      |
| Partit Liberal Italià-Partit Republicà Italià (PLI-PRI) | 39.580  | 4,0%   | 3      |
| Moviment Social Italià-Dreta Nacional (MSI-DN)          | 39.091  | 3,9%   | 3      |
| Partit Radical Sard-Partit Nacional Pensionista         | 14.244  | 1,4%   | -      |
| Democràcia Proletària Sarda                             | 9.348   | 0,9%   | -      |
| altres                                                  | 6.279   | 0,6%   | -      |
| Total                                                   | 994.020 | 100,00 | 81     |

Font Web del consell regional de Sardenya